# Emily O’Brien
Emily Roya O’Brien (ur. 28 maja 1985 w Bedfordshire) – angielska aktorka, która wystąpiła m.in. w telenowelach Żar młodości i Dni naszego życia oraz licznych grach komputerowych, w tym Death Stranding i Starfield.

## Filmografia

### Filmy
| Rok  | Tytuł                                                | Rola                  | Uwagi                              |
| ---- | ---------------------------------------------------- | --------------------- | ---------------------------------- |
| 2003 | Champagne Society                                    |                       | krótkometr.                        |
| 2004 | Rock & Roll Eulogy                                   |                       |                                    |
| 2005 | South of Hell                                        | Mabel                 |                                    |
| 2006 | Séance                                               | Girl                  |                                    |
| 2006 | Coma                                                 | Nurse                 | krótkometr.                        |
| 2010 | New Glasses                                          |                       | krótkometr.                        |
| 2011 | Matchup                                              | His Sweetheart        | krótkometr.                        |
| 2011 | Beatrice                                             | Beatrice              | krótkometr.; też scenar. i produk. |
| 2012 | SuperWannabeHeroes                                   | Super Sally           | krótkometr.                        |
| 2014 | Edgar Allan Poe's the Cask                           |                       | krótkometr.                        |
| 2014 | Pernicious                                           | Julia                 |                                    |
| 2014 | The Janus Project Preview                            | Lexi                  | krótkometr.                        |
| 2014 | On the Run                                           | Amy                   | krótkometr.                        |
| 2016 | Restoration                                          | Rebecca Jordan        |                                    |
| 2016 | Honey Jar: Chase for the Gold                        | Ann Jordan            |                                    |
| 2016 | Outsiderka (The Bad Batch)                           | Dream Girl            |                                    |
| 2017 | The Bigfoot Project                                  | Jamie Kerrigan        |                                    |
| 2017 | Tom and Jerry: Willy Wonka and the Chocolate Factory | Veruca Salt (głos)    | film DVD                           |
| 2018 | Get Married or Die                                   | Sandi                 |                                    |
| 2018 | Too Close                                            | The Girl              | krótkometr.                        |
| 2018 | Dangerous Matrimony                                  | Portia                |                                    |
| 2018 | Constantine: City of Demons – The Movie              | Renee Chandler (głos) |                                    |
| 2019 | Iris                                                 | Iris                  | krótkometr.                        |
| 2020 | Vampire Dad                                          | Natasha               |                                    |
| 2021 | Legendy Mortal Kombat: Starcie królestw              | Jade / Mother (głos)  | film DVD                           |
| 2022 | Morska bestia                                        | Woman                 | animacja Netfliksa                 |

### Telewizja
| Rok       | Tytuł                       | Rola                         | Uwagi      |
| --------- | --------------------------- | ---------------------------- | ---------- |
| 2006      | Czas na Briana              |                              | 1 odc.     |
| 2006–2011 | Żar młodości                | Jana Hawkes                  | 417 odc.   |
| 2016      | Rock in a Hard Place        | młoda Debbie                 |            |
| 2017      | One Day at a Time           |                              | 1 odc.     |
| 2018      | Constantine: City of Demons | Renee Chandler (głos)        | 3 odc.     |
| od 2019   | Love, Death & Robots        | Rose, Eve, The Woman (głosy) | 3 odc.     |
| od 2020   | Dni naszego życia           | Gwen Rizczech                | telenowela |

### Gry komputerowe
| Rok       | Tytuł                                        | Rola                    | Uwagi |
| --------- | -------------------------------------------- | ----------------------- | ----- |
| 2013      | Final Fantasy XIV: A Realm Reborn            | Y'shtola                |       |
| 2014      | Śródziemie: Cień Mordoru                     | Eryn                    |       |
| 2015      | The Order: 1886                              |                         |       |
| 2016      | World of Final Fantasy                       | Faris Scherwiz          |       |
| 2016      | League of Legends                            | Camille                 |       |
| 2017      | Guardians of the Galaxy: The Telltale Series | Gamora                  |       |
| 2017–2018 | Batman: The Enemy Within                     | Iman Avesta             |       |
| 2017      | Paranormal Activity: The Lost Soul           | The Witch               |       |
| 2017      | Dishonored: Death of the Outsider            | Rats Whisperers         |       |
| 2018      | God of War                                   |                         |       |
| 2018      | Call of Duty: Black Ops 4                    |                         |       |
| 2018      | Thief of Thieves                             | Taraneh Jamshidi        |       |
| 2019      | Days Gone                                    |                         |       |
| 2019      | Indivisible                                  | Mary                    |       |
| 2019      | Death Stranding                              | Amelie / Bridget Strand |       |
| 2020      | Tell Me Why                                  | Mary-Ann Ronan          |       |
| 2020      | Godfall                                      | Seventh Sanctum         |       |
| 2020      | NieR: Reincarnation                          | Mama                    |       |
| 2022      | Saints Row                                   | Player Voice 6          |       |
| 2022      | Rycerze Gotham                               | Talia al Ghul           |       |
| 2022      | God of War Ragnarök                          | Verðandi                |       |
| 2022      | Marvel’s Midnight Suns                       | Scarlet Witch           |       |
| 2023      | Starfield                                    | Sarah Morgan            |       |